# Khari
Khari (Nepali खरी) ist ein Dorf und ein Village Development Committee (VDC) in Nepal im äußersten Westen des Distrikts Dhading.
Das VDC Khari erstreckt sich über einen östlich des Budhigandaki gelegenen 1100 m hohen Höhenrücken. Das Flusstal des Maste Khola bildet die nördliche Gebietsgrenze.

## Einwohner
Bei der Volkszählung 2011 hatte das VDC Khari 4381 Einwohner (davon 1944 männlich) in 1051 Haushalten.